# Línea 137 (EMT Madrid)
La línea 137 de la EMT de Madrid une la Ciudad Puerta de Hierro con Fuencarral.

## Características
Esta línea comunica la Ciudad Puerta de Hierro con Fuencarral atravesando el Barrio del Pilar y el barrio de Begoña. Es la única línea de la EMT que recorre la totalidad de la avenida Monforte de Lemos, excepto el tramo entre Pedro Rico y Sinesio Delgado. 

### Frecuencias
| Lunes a viernes laborables |               |
| De 6:00 a 8:00             | 12-20 minutos |
| De 8:00 a 20:00            | 12-15 minutos |
| De 20:00 a 23:00           | 14-24 minutos |
| Sábados laborables         |               |
| De 6:00 a 11:00            | 21-34 minutos |
| De 11:00 a 22:00           | 19-24 minutos |
| De 22:00 a 23:00           | 19-30 minutos |
| Domingos y festivos        |               |
| De 7:00 a 10:00            | 22-38 minutos |
| De 10:00 a 21:00           | 22-24 minutos |
| De 21:00 a 23:00           | 22-30 minutos |

### Material móvil
MAN Lion's City GNC (8859-8867)

## Recorrido y paradas

### Sentido Fuencarral
| Código | Parada                                     | Común con          | Conexiones con Metro | Otros |
| ------ | ------------------------------------------ | ------------------ | -------------------- | ----- |
| 5698   | PUERTA DE HIERRO (Av. Mártires Maristas)   |                    |                      |       |
| 1703   | Fernández Clausells-Mártires Maristas      | 82                 |                      |       |
| 1705   | Fernandez Clausells-Isla de Oza            | 82                 |                      |       |
| 3391   | Isla de Oza-San Martín de Porres           | 82                 |                      |       |
| 1709   | San Martín de Porres-Artesa de Segre       | 82                 |                      |       |
| 1711   | San Martín de Porres-Guisando              | 82                 |                      |       |
| 1523   | Doctor Castroviejo-López Ibor              | 42                 |                      |       |
| 1520   | Joaquín Lorenzo-Doctor Castroviejo         | 42                 |                      |       |
| 1659   | Joaquín Lorenzo-Isla Malaita               |                    |                      |       |
| 1661   | César Manrique-Chantada                    |                    |                      |       |
| 1512   | La Bañeza-Cándido Mateos                   | 42 132             |                      |       |
| 1510   | Metro Peñagrande                           | 42 132             | Peñagrande           |       |
| 1786   | Monforte de Lemos-Ganapanes                | 126 132 147 179    |                      |       |
| 1364   | Parque de La Vaguada                       | 49 83 128 132      |                      |       |
| 1366   | Junta Municipal Fuencarral                 | 49 83 128 132 179  |                      |       |
| 1368   | Monforte de Lemos-La Vaguada               | 49 83 128 132 179  | Barrio del Pilar     |       |
| 3392   | Monforte de Lemos-Finisterre               | 134                |                      |       |
| 1737   | Monforte de Lemos-Parque Bomberos          | 134 179            |                      |       |
| 1735   | Monforte de Lemos-Puentecesures            | 134 179            |                      |       |
| 1733   | Monforte de Lemos-Parque Norte             | 134 179            |                      |       |
| 1602   | Hospital La Paz                            | 67 124 132 135 179 |                      |       |
| 3220   | Pedro Rico-Hospital La Paz                 | 124                |                      |       |
| 3222   | Metro Begoña                               | 124                | Begoña               |       |
| 3223   | San Modesto-Marcos Orueta                  | 124                |                      |       |
| 2662   | Llano Castellano-Francisco Sancha          | 66 124 SE704 154   |                      |       |
| 2664   | Llano Castellano-Manuel Tovar              | 66 124 SE704       |                      |       |
| 2666   | Llano Castellano-Valdegovia                | 66 124 SE704       |                      |       |
| 2668   | Llano Castellano-Herrera Oria              | 66 124 SE704 154   |                      |       |
| 2670   | Nuestra Señora de Valverde-Islas Jarvi     | 66 SE704           |                      |       |
| 2672   | Nuestra Señora de Valverde-Sumatra         | 66 SE704 154       |                      |       |
| 2674   | Nuestra Señora de Valverde-Manuel Villarta | 66 SE704           |                      |       |
| 2676   | Fuente de la Carra                         | 66 SE704           |                      |       |
| 2678   | Afueras a Valverde                         | 66 SE704           |                      |       |
| 2680   | Aldonza Lorenzo                            | 66                 |                      |       |
| 2682   | Plaza Tres Olivos                          | 66                 |                      |       |
| 2684   | Campo de Calatrava                         | 66                 | Tres Olivos          |       |
| 2686   | Anastasia López-Braille                    | 66                 |                      |       |
| 2688   | Braille-Molins de Rey                      | 66                 | Fuencarral           |       |
| 2690   | Braille-Caldas de Estrach                  | 66                 |                      |       |
| 2691   | FUENCARRAL (C/ San Cugat del Vallés)       |                    |                      |       |

### Sentido Ciudad Puerta de Hierro
| Código | Parada                                     | Común con         | Conexiones con Metro | Otros |
| ------ | ------------------------------------------ | ----------------- | -------------------- | ----- |
| 2691   | FUENCARRAL (C/ San Cugat del Vallés)       |                   |                      |       |
| 2689   | Braille-Molins de Rey                      | 66                | Fuencarral           |       |
| 2687   | Anastasia López-Braille                    | 66                |                      |       |
| 2685   | Campo de Calatrava                         | 66                | Tres Olivos          |       |
| 2684   | Plaza Tres Olivos                          | 66                |                      |       |
| 2681   | Aldonza Lorenzo                            | 66                |                      |       |
| 2679   | Afueras a Valverde                         | 66 SE704          |                      |       |
| 2677   | Fuente de la Carra                         | 66 SE704          |                      |       |
| 2675   | Nuestra Señora de Valverde-Manuel Villarta | 66 SE704          |                      |       |
| 2673   | Nuestra Señora de Valverde-Sumatra         | 66 SE704 154      |                      |       |
| 2671   | Nuestra Señora de Valverde-Islas Jarvi     | 66 SE704          |                      |       |
| 2669   | Llano Castellano-Herrera Oria              | 66 124 SE704 154  |                      |       |
| 2667   | Llano Castellano-Valdegovia                | 66 124 SE704      |                      |       |
| 2663   | Llano Castellano-Francisco Sancha          | 66 124 SE704 154  |                      |       |
| 3233   | San Modesto-Marcos Orueta                  | 124               |                      |       |
| 3234   | Ángel Múgica                               | 124               |                      |       |
| 3235   | Virgen de Aranzazu                         | 124               |                      |       |
| 3236   | Virgen de Aranzazu-San Dacio               | 124               |                      |       |
| 3237   | San Modesto-San Dacio                      | 124               | Begoña               |       |
| 3221   | Pedro Rico-Hospital La Paz                 | 124 135           |                      |       |
| 1732   | Monforte de Lemos-Parque Norte             | 134               |                      |       |
| 4651   | Monforte de Lemos-Polideportivo            | 134 179           |                      |       |
| 1734   | Monforte de Lemos-Puentecesures            | 134 179           |                      |       |
| 1736   | Monforte de Lemos-Parque Bomberos          | 134 179           |                      |       |
| 3393   | Monforte de Lemos-Finisterre               |                   |                      |       |
| 93     | La Vaguada                                 | 49 83 132 179     | Barrio del Pilar     |       |
| 1367   | Junta Municipal Fuencarral                 | 49 83 128 132 179 |                      |       |
| 1365   | Parque de La Vaguada                       | 49 83 128 132     |                      |       |
| 3287   | Monforte de Lemos-Ganapanes                | 132 179           |                      |       |
| 1509   | Metro Peñagrande                           | 42 132            | Peñagrande           |       |
| 1511   | La Bañeza-Cándido Mateos                   | 42 132            |                      |       |
| 5791   | César Manrique-Chantada                    |                   |                      |       |
| 3821   | Joaquín Lorenzo-Avenida Ilustración        | 42 64             |                      |       |
| 5996   | López Ibor-Joaquín Lorenzo                 | 42 64             |                      |       |
| 1592   | Doctor Castroviejo-López Ibor              | 64                |                      |       |
| 1590   | López Ibor-Isla Cristina                   | 64                |                      |       |
| 1588   | Nueva Zelanda-Ruperto Andrés               | 64                |                      |       |
| 3394   | Nueva Zelanda-Isla de Oza                  |                   |                      |       |
| 1706   | José Fentanes-Isla de Oza                  | 82                |                      |       |
| 1704   | José Fentanes-Mártires Maristas            | 82                |                      |       |
| 5309   | Navalperal-Madrigal                        | 82                |                      |       |
| 5698   | PUERTA DE HIERRO (Av. Mártires Maristas)   |                   |                      |       |

## Galería de imágenes

Mapa de la estación de Tres Olivos con los accesos al Metro y los recorridos de los autobuses de la EMT que pasan por ella, entre los que se encuentra la línea 137.